# Усубов, Рамиль Идрис оглы
Рамиль Идрис оглы Усубов (азерб. Ramil İdris oğlu Usubov; род. 1948, Ходжалы, Аскеранский район (НКАО), НКАО, Азербайджанская ССР) —  азербайджанский государственный и политический деятель, секретарь Совета безопасности при президенте Азербайджанской Республики. Министр внутренних дел Азербайджана (1994—2019). Генерал-полковник.

## Биография
Рамиль Усубов родился в 1948 году в селе Ходжалы. В 1973 году окончил Бакинскую среднюю специальную школу милиции имени Н. Ризаева, а в 1980 году — заочное отделение Академии МВД СССР. После окончания школы милиции работал инспектором уголовного розыска ОВД г. Степанакерт, затем в 1975 году стал начальником отделения уголовного розыска Шушинского РОВД, а с 1980 по 1984 годы работал заместителем начальника управления внутренних дел Нагорной Карабахской Автономной области.
С 1984 по 1987 год Усубов работал начальником ГОВД Али-Байрамлы, а в 1987 году был назначен министром внутренних дел Нахичеванской АССР. В период с 1989 по 1993 год Рамиль Усубов работал начальником уголовного розыска, начальником ОВИР и начальником отдела управления кадров МВД Азербайджана. 11 августа 1993 года Рамиль Усубов был назначен на пост министра внутренних дел Нахичеванской АР.

### Глава МВД
29 апреля 1994 года Рамиль Усубов был назначен на пост министра внутренних дел Азербайджана. Указом Президента Азербайджана № 144 от 3 мая того же года Усубову было присвоено звание генерал-майора, затем указом № 418 от 26 декабря 1995 года — звание генерал-лейтенанта, а указом № 637 от 15 января 2002 года — звание генерал-полковника. 
20 июня 2019 года распоряжением президента Азербайджанской Республики освобождён от должности министра внутренних дел Азербайджана.

### Секретарь Совета безопасности
Распоряжением президента Азербайджанской Республики 20 июня 2019 года Рамиль Усубов был назначен секретарём Совета безопасности при президенте Азербайджана.

## Награды
- Орден «Азербайджанское знамя» (24 декабря 1998 года) — за особые заслуги в защите конституционного государственного устройства Азербайджанской Республики, в обеспечении мира, в борьбе с организованной преступностью, терроризмом, бандитизмом и борьбой с организованной преступностью, терроризмом и другие опасные преступления[5][1]
- Орден «Честь» (25 декабря 2023 года) — за плодотворную деятельность на государственной службе в Азербайджанской Республике[6]
- Орден «Слава» (22 декабря 2018 года) — за многолетнюю плодотворную деятельность в правоохранительных органах Азербайджанской Республики[7]
- Орден «За службу Отечеству» I степени (29 июня 2018 года) — по случаю 100-летнего юбилея создания азербайджанской полиции и за особые заслуги в обеспечении общественной безопасности и порядка, борьбе с преступностью в Азербайджанской Республике, отличие при выполнении поставленных задач[8]
- Офицер ордена Заслуг перед Республикой Польша (Польша, 2009 год)[9]
- Почётная грамота Республики Дагестан (Республика Дагестан, Россия, 5 января 2001 года) — за большой вклад в укрепление дружбы и сотрудничества между народами[10]
- Медаль «За боевое содружество» (2007, МВД России)[11]